# Campeonato Argentino Select 12 2018
El Campeonato Argentino Select 12 de 2018 fue la octava edición del torneo organizado por la Unión Argentina de Rugby para las uniones regionales en la última división (Zona Desarrollo) del Campeonatos Argentinos de Mayores y el Campeonato Argentino Juvenil. El torneo se llevó a cabo el 9 y 11 de noviembre de 2018, en las instalaciones de Club Palermo Bajo de Córdoba, en la provincia homónima.
La Unión de Rugby de Misiones se quedó por primera vez con el torneo en la categoría de mayores al vencer 27-7 en la final de la Copa de Oro al seleccionado invitado de Paraguay. En el torneo de juveniles, los Teritos se quedaron con el torneo y la clasificación a la Zona Ascenso del Campeonato Argentino Juvenil 2019 tras vencer 13-8 en la final a la Unión de Rugby del Alto Valle.
El torneo debió suspenderse momentáneamente durante la segunda fecha (11 de noviembre) a causa de una tormenta eléctrica que afectó a la región. Debido a esto, la Unión Argentina de Rugby decidió no disputar las finales de Bronce y las finales por el 3.º, 7.º y 11.º puestos en ambas categorías tras la reanudación, al ya no haber más espacio en el cronograma del torneo.

## Cambio de formato y nombre
A partir de esta temporada, la Unión Argentina de Rugby decidió expandir el Campeonato Argentino Súper 9 de nueve a doce participantes por categoría, por lo que el torneo pasó a ser conocido como el Campeonato Argentino Select 12, nombre que mantiene hasta la actualidad. Los tres nuevos participantes en Juveniles fueron los seleccionados nacionales de Chile, Paraguay y Uruguay, los cuales pasaron a formar parte del Campeonato Argentino Juvenil de forma plena junto al resto de las veinticinco uniones provinciales argentinas.
En Mayores, al ya no disputare el  Campeonato Argentino de Mayores, se extendió la invitación a todas las uniones provinciales para participar del torneo. Los equipos participantes fueron todos los que formaron parte del Súper 9 de mayores durante la temporada anterior, a excepción de la Unión de Rugby de los Lagos del Sur. A estos se sumaron la Unión de Rugby Austral y la Unión de Rugby del Valle del Chubut, que habían finalizado en la últimas posiciones de la Zona Ascenso B. A estos se sumaron la Unión Cordobesa de Rugby y la Unión Entrerriana de Rugby, que participaron con seleccionados de desarrollo: Córdoba Desarrollo y Entre Ríos Desarrollo, también conocidos como "UER Desarrollo-Costa del Paraná". Estos equipos estuvieron compuestos exclusivamente por jugadores provenientes de clubes clasificados como "de desarrollo".

## Equipos participantes
Durante esta edición se expandió la cantidad de participantes de nueve a doce participantes, tanto en Mayores como en Juveniles. 
Juveniles
El torneo de juveniles correspondió a la tercera división (Zona Desarrollo) del Campeonato Argentino Juvenil 2018.
| Equipo           | Unión                                                |
| ---------------- | ---------------------------------------------------- |
| Alto Valle       | Unión de Rugby del Alto Valle de Río Negro y Neuquén |
| Andina           | Unión Andina de Rugby                                |
| Chile            | Federación Deportiva Nacional de Rugby               |
| Formosa          | Unión de Rugby de Formosa                            |
| Jujuy            | Unión Jujeña de Rugby                                |
| Lagos del Sur    | Unión de Rugby de los Lagos del Sur                  |
| Misiones         | Unión de Rugby de Misiones                           |
| Paraguay         | Unión de Rugby del Paraguay                          |
| San Luis         | Unión de Rugby San Luis                              |
| Santa Cruz       | Unión Santacruceña de Rugby                          |
| Tierra del Fuego | Unión de Rugby de Tierra del Fuego                   |
| Uruguay          | Unión de Rugby del Uruguay                           |

En cursiva los seleccionados internacionales invitados.
Los seleccionados nacionales de Chile, Paraguay y Uruguay fueron invitados a participar del torneo.
Mayores
A pesar de haberse suspendido la realización del Campeonato Argentino de Mayores en la temporada anterior, la Unión Argentina de Rugby decidió llevar a cabo el torneo Select 12 de mayores durante esta temporada, el cual hubiese correspondido a la cuarta división (Zona Desarrollo) del campeonato en 2018.
| Equipo                | Unión                               |
| --------------------- | ----------------------------------- |
| Andina                | Unión Andina de Rugby               |
| Austral               | Unión de Rugby Austral              |
| Chubut                | Unión de Rugby del Valle del Chubut |
| Córdoba Desarrollo    | Unión Cordobesa de Rugby            |
| Entre Ríos Desarrollo | Unión Entrerriana de Rugby          |
| Formosa               | Unión de Rugby de Formosa           |
| Jujuy                 | Unión Jujeña de Rugby               |
| Misiones              | Unión de Rugby de Misiones          |
| Paraguay              | Unión de Rugby del Paraguay         |
| San Luis              | Unión de Rugby San Luis             |
| Santa Cruz            | Unión Santacruceña de Rugby         |
| Tierra del Fuego      | Unión de Rugby de Tierra del Fuego  |

En cursiva los seleccionados internacionales invitados.
Participaron del torneo todos los equipos que formaron parte del Súper 9 de mayores durante la temporada anterior, a excepción de la Unión de Rugby de los Lagos del Sur. A estas se sumaron Austral y Chubut, además de Córdoba y Entre Ríos, que participaron con sus selecciones de desarrollo.

## Formato
El torneo se jugó bajo el mismo formato tanto en Mayores como en Juveniles.
Primera fase
Durante la primera fase, los doce equipos fueron divididos en cuatro zonas de tres equipos cada una. Cada zona se resolvió a través del sistema de todos contra todos a una sola ronda. Los 1.º de cada zona clasificaron a la Copa de Oro, los 2.º a la Copa de Plata y los 3.º a la Copa de Bronce.
Fase final
La fase final estuvo divida en tres zonas: Copa de Oro, Copa de Plata y Copa de Bronce. Cada zona se resolvió a eliminación directa en dos rondas (semifinales y finales). El ganador de cada zona se adjudicó su respectiva copa, con el campeón de la Copa de Oro obteniendo el título. El campeón del torneo de juveniles asciende a la Zona Ascenso del Campeonato Argentino Juvenil 2019.

## Mayores

### Primera fase
Zona 1
| Pos. | Equipos          | Partidos | Partidos | Partidos | Tantos | Tantos | Tantos | Pts. |
| Pos. | Equipos          | G        | E        | P        | PF     | PC     | DP     | Pts. |
| ---- | ---------------- | -------- | -------- | -------- | ------ | ------ | ------ | ---- |
| 1.º  | Tierra del Fuego | 2        | 0        | 0        | 98     | 0      | +98    |      |
| 2.º  | San Luis         | 1        | 0        | 1        | 43     | 40     | +3     |      |
| 3.º  | Santa Cruz       | 0        | 0        | 2        | 0      | 101    | -101   |      |

|  | Clasifica a Copa de Oro    |
|  | Clasifica a Copa de Plata  |
|  | Clasifica a Copa de Bronce |

| 9 de noviembre | Tierra del Fuego | 58 - 0  | Santa Cruz | Club Palermo Bajo, Córdoba |  |
|                |                  | Reporte |            |                            |  |

| 9 de noviembre | San Luis | 43 - 0  | Santa Cruz | Club Palermo Bajo, Córdoba |  |
|                |          | Reporte |            |                            |  |

| 9 de noviembre | Tierra del Fuego | 40 - 0  | San Luis | Club Palermo Bajo, Córdoba |  |
|                |                  | Reporte |          |                            |  |

Zona 2
| Pos. | Equipos  | Partidos | Partidos | Partidos | Tantos | Tantos | Tantos | Pts. |
| Pos. | Equipos  | G        | E        | P        | PF     | PC     | DP     | Pts. |
| ---- | -------- | -------- | -------- | -------- | ------ | ------ | ------ | ---- |
| 1.º  | Misiones | 1        | 1        | 0        | 11     | 8      | +3     |      |
| 2.º  | Andina   | 1        | 0        | 1        | 19     | 20     | -1     |      |
| 3.º  | Chubut   | 0        | 1        | 1        | 15     | 17     | -2     |      |

|  | Clasifica a Copa de Oro    |
|  | Clasifica a Copa de Plata  |
|  | Clasifica a Copa de Bronce |

| 9 de noviembre | Misiones | 3 - 3   | Chubut | Club Palermo Bajo, Córdoba |  |
|                |          | Reporte |        |                            |  |

| 9 de noviembre | Andina | 14 - 12 | Chubut | Club Palermo Bajo, Córdoba |  |
|                |        | Reporte |        |                            |  |

| 9 de noviembre | Misiones | 8 - 5   | Andina | Club Palermo Bajo, Córdoba |  |
|                |          | Reporte |        |                            |  |

Zona 3
| Pos. | Equipos      | Partidos | Partidos | Partidos | Tantos | Tantos | Tantos | Pts. |
| Pos. | Equipos      | G        | E        | P        | PF     | PC     | DP     | Pts. |
| ---- | ------------ | -------- | -------- | -------- | ------ | ------ | ------ | ---- |
| 1.º  | Austral      | 2        | 0        | 0        | 41     | 18     | +23    |      |
| 2.º  | Córdoba Des. | 1        | 0        | 1        | 26     | 17     | +9     |      |
| 3.º  | Jujuy        | 0        | 0        | 2        | 12     | 44     | -32    |      |

|  | Clasifica a Copa de Oro    |
|  | Clasifica a Copa de Plata  |
|  | Clasifica a Copa de Bronce |

| 9 de noviembre | Austral | 12 - 11 | Córdoba Desarrollo | Club Palermo Bajo, Córdoba |  |
|                |         | Reporte |                    |                            |  |

| 9 de noviembre | Jujuy | 5 - 15  | Córdoba Desarrollo | Club Palermo Bajo, Córdoba |  |
|                |       | Reporte |                    |                            |  |

| 9 de noviembre | Austral | 29 - 7  | Jujuy | Club Palermo Bajo, Córdoba |  |
|                |         | Reporte |       |                            |  |

Zona 4
| Pos. | Equipos         | Partidos | Partidos | Partidos | Tantos | Tantos | Tantos | Pts. |
| Pos. | Equipos         | G        | E        | P        | PF     | PC     | DP     | Pts. |
| ---- | --------------- | -------- | -------- | -------- | ------ | ------ | ------ | ---- |
| 1.º  | Paraguay        | 2        | 0        | 0        | 72     | 0      | +72    |      |
| 2.º  | Formosa         | 1        | 0        | 1        | 18     | 33     | -15    |      |
| 3.º  | Entre Ríos Des. | 0        | 0        | 2        | 7      | 64     | -57    |      |

|  | Clasifica a Copa de Oro    |
|  | Clasifica a Copa de Plata  |
|  | Clasifica a Copa de Bronce |

| 9 de noviembre | Paraguay | 46 - 0  | Entre Ríos Desarrollo | Club Palermo Bajo, Córdoba |  |
|                |          | Reporte |                       |                            |  |

| 9 de noviembre | Formosa | 18 - 7  | Entre Ríos Desarrollo | Club Palermo Bajo, Córdoba |  |
|                |         | Reporte |                       |                            |  |

| 9 de noviembre | Paraguay | 26 - 0  | Formosa | Club Palermo Bajo, Córdoba |  |
|                |          | Reporte |         |                            |  |

### Fase final
Copa de Oro
|  | Semifinales Oro  | Semifinales Oro  | Semifinales Oro |          |          | Final Oro        | Final Oro        | Final Oro        |  |
|  |                  |                  |                 |          |          |                  |                  |                  |  |
|  |                  |                  |                 |          |          |                  |                  |                  |  |
|  | Tierra del Fuego | Tierra del Fuego | 0               |          |          |                  |                  |                  |  |
|  | Tierra del Fuego | Tierra del Fuego | 0               |          |          |                  |                  |                  |  |
|  | Paraguay         | Paraguay         | 18              |          |          |                  |                  |                  |  |
|  | Paraguay         | Paraguay         | 18              |          | Paraguay | Paraguay         | 7                |                  |  |
|  |                  |                  |                 |          | Paraguay | Paraguay         | 7                |                  |  |
|  |                  |                  | Misiones        | Misiones | 27       |                  |                  |                  |  |
|  | Misiones         | Misiones         | Misiones        | Misiones | 27       | 17               |                  |                  |  |
|  | Misiones         | Misiones         |                 |          |          | 17               |                  |                  |  |
|  | Austral          | Austral          | 10              |          |          | Final 3.º puesto | Final 3.º puesto | Final 3.º puesto |  |
|  | Austral          | Austral          | 10              |          |          | Final 3.º puesto | Final 3.º puesto | Final 3.º puesto |  |
|  |                  |                  |                 |          |          |                  |                  |                  |  |
|  |                  |                  |                 |          |          | Tierra del Fuego | Tierra del Fuego | -                |  |
|  |                  |                  |                 |          |          | Tierra del Fuego | Tierra del Fuego | -                |  |
|  |                  |                  |                 |          |          | Austral          | Austral          | -                |  |
|  |                  |                  |                 |          |          | Austral          | Austral          | -                |  |
|  |                  |                  |                 |          |          |                  |                  |                  |  |

Copa de Plata
|  | Semifinales Plata  | Semifinales Plata  | Semifinales Plata |        |          | Final Plata        | Final Plata        | Final Plata      |  |
|  |                    |                    |                   |        |          |                    |                    |                  |  |
|  |                    |                    |                   |        |          |                    |                    |                  |  |
|  | San Luis           | San Luis           | 12                |        |          |                    |                    |                  |  |
|  | San Luis           | San Luis           | 12                |        |          |                    |                    |                  |  |
|  | Formosa            | Formosa            | 5                 |        |          |                    |                    |                  |  |
|  | Formosa            | Formosa            | 5                 |        | San Luis | San Luis           | 0                  |                  |  |
|  |                    |                    |                   |        | San Luis | San Luis           | 0                  |                  |  |
|  |                    |                    | Andina            | Andina | 40       |                    |                    |                  |  |
|  | Andina             | Andina             | Andina            | Andina | 40       | 15                 |                    |                  |  |
|  | Andina             | Andina             |                   |        |          | 15                 |                    |                  |  |
|  | Córdoba Desarrollo | Córdoba Desarrollo | 5                 |        |          | Final 7.º puesto   | Final 7.º puesto   | Final 7.º puesto |  |
|  | Córdoba Desarrollo | Córdoba Desarrollo | 5                 |        |          | Final 7.º puesto   | Final 7.º puesto   | Final 7.º puesto |  |
|  |                    |                    |                   |        |          |                    |                    |                  |  |
|  |                    |                    |                   |        |          | Formosa            | Formosa            | -                |  |
|  |                    |                    |                   |        |          | Formosa            | Formosa            | -                |  |
|  |                    |                    |                   |        |          | Córdoba Desarrollo | Córdoba Desarrollo | -                |  |
|  |                    |                    |                   |        |          | Córdoba Desarrollo | Córdoba Desarrollo | -                |  |
|  |                    |                    |                   |        |          |                    |                    |                  |  |

Copa de Bronce
|  | Semifinales Bronce    | Semifinales Bronce    | Semifinales Bronce |        |                       | Final Bronce          | Final Bronce      | Final Bronce      |  |
|  |                       |                       |                    |        |                       |                       |                   |                   |  |
|  |                       |                       |                    |        |                       |                       |                   |                   |  |
|  | Santa Cruz            | Santa Cruz            | 0                  |        |                       |                       |                   |                   |  |
|  | Santa Cruz            | Santa Cruz            | 0                  |        |                       |                       |                   |                   |  |
|  | Entre Ríos Desarrollo | Entre Ríos Desarrollo | 24                 |        |                       |                       |                   |                   |  |
|  | Entre Ríos Desarrollo | Entre Ríos Desarrollo | 24                 |        | Entre Ríos Desarrollo | Entre Ríos Desarrollo | -                 |                   |  |
|  |                       |                       |                    |        | Entre Ríos Desarrollo | Entre Ríos Desarrollo | -                 |                   |  |
|  |                       |                       | Chubut             | Chubut | -                     |                       |                   |                   |  |
|  | Chubut                | Chubut                | Chubut             | Chubut | -                     | 10                    |                   |                   |  |
|  | Chubut                | Chubut                |                    |        |                       | 10                    |                   |                   |  |
|  | Jujuy                 | Jujuy                 | 6                  |        |                       | Final 11.º puesto     | Final 11.º puesto | Final 11.º puesto |  |
|  | Jujuy                 | Jujuy                 | 6                  |        |                       | Final 11.º puesto     | Final 11.º puesto | Final 11.º puesto |  |
|  |                       |                       |                    |        |                       |                       |                   |                   |  |
|  |                       |                       |                    |        |                       | Santa Cruz            | Santa Cruz        | -                 |  |
|  |                       |                       |                    |        |                       | Santa Cruz            | Santa Cruz        | -                 |  |
|  |                       |                       |                    |        |                       | Jujuy                 | Jujuy             | -                 |  |
|  |                       |                       |                    |        |                       | Jujuy                 | Jujuy             | -                 |  |
|  |                       |                       |                    |        |                       |                       |                   |                   |  |

### Tabla de posiciones
A pesar de no disputarse todos los partidos, la Unión Argentina de Rugby estableció una tabla de posiciones final.
| 1.º  | Misiones              | 3 | 1 | 0 | 45 | 25  | +20  |
| 2.º  | Paraguay              | 3 | 0 | 1 | 97 | 27  | +70  |
| 3.º  | Austral               | 2 | 0 | 1 | 51 | 35  | +16  |
| 4.º  | Tierra del Fuego      | 2 | 0 | 1 | 98 | 18  | +80  |
| 5.º  | Andina                | 3 | 0 | 1 | 74 | 25  | +49  |
| 6.º  | San Luis              | 2 | 0 | 2 | 55 | 85  | -30  |
| 7.º  | Córdoba Desarrollo    | 1 | 0 | 2 | 31 | 32  | -1   |
| 8.º  | Formosa               | 1 | 0 | 2 | 23 | 45  | -22  |
| 9.º  | Chubut                | 1 | 1 | 1 | 25 | 23  | +2   |
| 10.º | Entre Ríos Desarrollo | 1 | 0 | 2 | 31 | 64  | -33  |
| 11.º | Jujuy                 | 0 | 0 | 3 | 18 | 54  | -36  |
| 12.º | Santa Cruz            | 0 | 0 | 3 | 0  | 125 | -125 |

|  | Campeón Copa de Oro   |
|  | Campeón Copa de Plata |

| Bandera de la Provincia de Misiones |
| Misiones Campeón Select 12          |
| Primer título                       |

## Juveniles

### Primera fase
Zona 1
| Pos. | Equipos    | Partidos | Partidos | Partidos | Tantos | Tantos | Tantos | Pts. |
| Pos. | Equipos    | G        | E        | P        | PF     | PC     | DP     | Pts. |
| ---- | ---------- | -------- | -------- | -------- | ------ | ------ | ------ | ---- |
| 1.º  | Alto Valle | 2        | 0        | 0        | 109    | 0      | +109   |      |
| 2.º  | San Luis   | 1        | 0        | 1        | 25     | 47     | -22    |      |
| 3.º  | Santa Cruz | 0        | 0        | 2        | 0      | 87     | -87    |      |

|  | Clasifica a Copa de Oro    |
|  | Clasifica a Copa de Plata  |
|  | Clasifica a Copa de Bronce |

| 9 de noviembre | Alto Valle | 62 - 0  | Santa Cruz | Club Palermo Bajo, Córdoba |  |
|                |            | Reporte |            |                            |  |

| 9 de noviembre | San Luis | 25 - 0  | Santa Cruz | Club Palermo Bajo, Córdoba |  |
|                |          | Reporte |            |                            |  |

| 9 de noviembre | Alto Valle | 47 - 0  | San Luis | Club Palermo Bajo, Córdoba |  |
|                |            | Reporte |          |                            |  |

Zona 2
| Pos. | Equipos          | Partidos | Partidos | Partidos | Tantos | Tantos | Tantos | Pts. |
| Pos. | Equipos          | G        | E        | P        | PF     | PC     | DP     | Pts. |
| ---- | ---------------- | -------- | -------- | -------- | ------ | ------ | ------ | ---- |
| 1.º  | Uruguay          | 2        | 0        | 0        | 49     | 10     | +39    |      |
| 2.º  | Andina           | 1        | 0        | 1        | 33     | 17     | +16    |      |
| 3.º  | Tierra del Fuego | 0        | 0        | 2        | 3      | 58     | -55    |      |

|  | Clasifica a Copa de Oro    |
|  | Clasifica a Copa de Plata  |
|  | Clasifica a Copa de Bronce |

| 9 de noviembre | Andina | 7 - 17  | Uruguay | Club Palermo Bajo, Córdoba |  |
|                |        | Reporte |         |                            |  |

| 9 de noviembre | Tierra del Fuego | 3 - 32  | Uruguay | Club Palermo Bajo, Córdoba |  |
|                |                  | Reporte |         |                            |  |

| 9 de noviembre | Andina | 26 - 0  | Tierra del Fuego | Club Palermo Bajo, Córdoba |  |
|                |        | Reporte |                  |                            |  |

Zona 3
| Pos. | Equipos  | Partidos | Partidos | Partidos | Tantos | Tantos | Tantos | Pts. |
| Pos. | Equipos  | G        | E        | P        | PF     | PC     | DP     | Pts. |
| ---- | -------- | -------- | -------- | -------- | ------ | ------ | ------ | ---- |
| 1.º  | Chile    | 2        | 0        | 0        | 85     | 0      | +85    |      |
| 2.º  | Misiones | 1        | 0        | 1        | 22     | 52     | -30    |      |
| 3.º  | Formosa  | 0        | 0        | 2        | 5      | 60     | -55    |      |

|  | Clasifica a Copa de Oro    |
|  | Clasifica a Copa de Plata  |
|  | Clasifica a Copa de Bronce |

| 9 de noviembre | Misiones | 0 - 47  | Chile | Club Palermo Bajo, Córdoba |  |
|                |          | Reporte |       |                            |  |

| 9 de noviembre | Formosa | 0 - 38  | Chile | Club Palermo Bajo, Córdoba |  |
|                |         | Reporte |       |                            |  |

| 9 de noviembre | Misiones | 22 - 5  | Formosa | Club Palermo Bajo, Córdoba |  |
|                |          | Reporte |         |                            |  |

Zona 4
| Pos. | Equipos       | Partidos | Partidos | Partidos | Tantos | Tantos | Tantos | Pts. |
| Pos. | Equipos       | G        | E        | P        | PF     | PC     | DP     | Pts. |
| ---- | ------------- | -------- | -------- | -------- | ------ | ------ | ------ | ---- |
| 1.º  | Lagos del Sur | 2        | 0        | 0        | 45     | 14     | +31    |      |
| 2.º  | Paraguay      | 1        | 0        | 1        | 34     | 39     | -5     |      |
| 3.º  | Jujuy         | 0        | 0        | 2        | 26     | 52     | -26    |      |

|  | Clasifica a Copa de Oro    |
|  | Clasifica a Copa de Plata  |
|  | Clasifica a Copa de Bronce |

| 9 de noviembre | Jujuy | 19 - 27 | Paraguay | Club Palermo Bajo, Córdoba |  |
|                |       | Reporte |          |                            |  |

| 9 de noviembre | Lagos del Sur | 20 - 7  | Paraguay | Club Palermo Bajo, Córdoba |  |
|                |               | Reporte |          |                            |  |

| 9 de noviembre | Jujuy | 7 - 25  | Lagos del Sur | Club Palermo Bajo, Córdoba |  |
|                |       | Reporte |               |                            |  |

### Fase final
Copa de Oro
|  | Semifinales Oro | Semifinales Oro | Semifinales Oro |         |            | Final Oro        | Final Oro        | Final Oro        |  |
|  |                 |                 |                 |         |            |                  |                  |                  |  |
|  |                 |                 |                 |         |            |                  |                  |                  |  |
|  | Alto Valle      | Alto Valle      | 8               |         |            |                  |                  |                  |  |
|  | Alto Valle      | Alto Valle      | 8               |         |            |                  |                  |                  |  |
|  | Lagos del Sur   | Lagos del Sur   | 0               |         |            |                  |                  |                  |  |
|  | Lagos del Sur   | Lagos del Sur   | 0               |         | Alto Valle | Alto Valle       | 8                |                  |  |
|  |                 |                 |                 |         | Alto Valle | Alto Valle       | 8                |                  |  |
|  |                 |                 | Uruguay         | Uruguay | 13         |                  |                  |                  |  |
|  | Uruguay         | Uruguay         | Uruguay         | Uruguay | 13         | 16               |                  |                  |  |
|  | Uruguay         | Uruguay         |                 |         |            | 16               |                  |                  |  |
|  | Chile           | Chile           | 5               |         |            | Final 3.º puesto | Final 3.º puesto | Final 3.º puesto |  |
|  | Chile           | Chile           | 5               |         |            | Final 3.º puesto | Final 3.º puesto | Final 3.º puesto |  |
|  |                 |                 |                 |         |            |                  |                  |                  |  |
|  |                 |                 |                 |         |            | Lagos del Sur    | Lagos del Sur    | -                |  |
|  |                 |                 |                 |         |            | Lagos del Sur    | Lagos del Sur    | -                |  |
|  |                 |                 |                 |         |            | Chile            | Chile            | -                |  |
|  |                 |                 |                 |         |            | Chile            | Chile            | -                |  |
|  |                 |                 |                 |         |            |                  |                  |                  |  |

Copa de Plata
|  | Semifinales Plata | Semifinales Plata | Semifinales Plata |        |          | Final Plata      | Final Plata      | Final Plata      |  |
|  |                   |                   |                   |        |          |                  |                  |                  |  |
|  |                   |                   |                   |        |          |                  |                  |                  |  |
|  | San Luis          | San Luis          | 7                 |        |          |                  |                  |                  |  |
|  | San Luis          | San Luis          | 7                 |        |          |                  |                  |                  |  |
|  | Paraguay          | Paraguay          | 16                |        |          |                  |                  |                  |  |
|  | Paraguay          | Paraguay          | 16                |        | Paraguay | Paraguay         | 8                |                  |  |
|  |                   |                   |                   |        | Paraguay | Paraguay         | 8                |                  |  |
|  |                   |                   | Andina            | Andina | 10       |                  |                  |                  |  |
|  | Andina            | Andina            | Andina            | Andina | 10       | 15               |                  |                  |  |
|  | Andina            | Andina            |                   |        |          | 15               |                  |                  |  |
|  | Misiones          | Misiones          | 0                 |        |          | Final 7.º puesto | Final 7.º puesto | Final 7.º puesto |  |
|  | Misiones          | Misiones          | 0                 |        |          | Final 7.º puesto | Final 7.º puesto | Final 7.º puesto |  |
|  |                   |                   |                   |        |          |                  |                  |                  |  |
|  |                   |                   |                   |        |          | San Luis         | San Luis         | -                |  |
|  |                   |                   |                   |        |          | San Luis         | San Luis         | -                |  |
|  |                   |                   |                   |        |          | Misiones         | Misiones         | -                |  |
|  |                   |                   |                   |        |          | Misiones         | Misiones         | -                |  |
|  |                   |                   |                   |        |          |                  |                  |                  |  |

Copa de Bronce
|  | Semifinales Bronce | Semifinales Bronce | Semifinales Bronce |         |       | Final Bronce      | Final Bronce      | Final Bronce      |  |
|  |                    |                    |                    |         |       |                   |                   |                   |  |
|  |                    |                    |                    |         |       |                   |                   |                   |  |
|  | Santa Cruz         | Santa Cruz         | 5                  |         |       |                   |                   |                   |  |
|  | Santa Cruz         | Santa Cruz         | 5                  |         |       |                   |                   |                   |  |
|  | Jujuy              | Jujuy              | 17                 |         |       |                   |                   |                   |  |
|  | Jujuy              | Jujuy              | 17                 |         | Jujuy | Jujuy             | -                 |                   |  |
|  |                    |                    |                    |         | Jujuy | Jujuy             | -                 |                   |  |
|  |                    |                    | Formosa            | Formosa | -     |                   |                   |                   |  |
|  | Tierra del Fuego   | Tierra del Fuego   | Formosa            | Formosa | -     | 0                 |                   |                   |  |
|  | Tierra del Fuego   | Tierra del Fuego   |                    |         |       | 0                 |                   |                   |  |
|  | Formosa            | Formosa            | 11                 |         |       | Final 11.º puesto | Final 11.º puesto | Final 11.º puesto |  |
|  | Formosa            | Formosa            | 11                 |         |       | Final 11.º puesto | Final 11.º puesto | Final 11.º puesto |  |
|  |                    |                    |                    |         |       |                   |                   |                   |  |
|  |                    |                    |                    |         |       | Santa Cruz        | Santa Cruz        | -                 |  |
|  |                    |                    |                    |         |       | Santa Cruz        | Santa Cruz        | -                 |  |
|  |                    |                    |                    |         |       | Tierra del Fuego  | Tierra del Fuego  | -                 |  |
|  |                    |                    |                    |         |       | Tierra del Fuego  | Tierra del Fuego  | -                 |  |
|  |                    |                    |                    |         |       |                   |                   |                   |  |

### Tabla de posiciones
A pesar de no disputarse todos los partidos, la Unión Argentina de Rugby estableció una tabla de posiciones final.
| 1.º  | Uruguay          | 4 | 0 | 0 | 78  | 23  | +55  |
| 2.º  | Alto Valle       | 3 | 0 | 1 | 125 | 13  | +112 |
| 3.º  | Chile            | 2 | 0 | 1 | 90  | 16  | +74  |
| 4.º  | Lagos del Sur    | 2 | 0 | 1 | 45  | 22  | +23  |
| 5.º  | Andina           | 3 | 0 | 1 | 58  | 25  | +33  |
| 6.º  | Paraguay         | 2 | 0 | 2 | 58  | 56  | +2   |
| 7.º  | Misiones         | 1 | 0 | 2 | 22  | 67  | -45  |
| 8.º  | San Luis         | 1 | 0 | 2 | 32  | 63  | -31  |
| 9.º  | Jujuy            | 1 | 0 | 2 | 43  | 57  | -14  |
| 10.º | Formosa          | 1 | 0 | 2 | 16  | 60  | -44  |
| 11.º | Tierra del Fuego | 0 | 0 | 3 | 3   | 69  | -66  |
| 12.º | Santa Cruz       | 0 | 0 | 3 | 5   | 104 | -99  |

|  | Campeón Copa de Oro y asciende a Zona Ascenso 2019. |
|  | Campeón Copa de Plata.                              |

| Bandera de Uruguay                |
| Uruguay Campeón Select 12 Juvenil |
| Primer título                     |